# Semleges állam
A  semlegesség  olyan politikai magatartás, amelynek következtében a semlegességet valló államok, az ún. semleges államok elkerülik, azaz nem támogatják egy tömbhöz, szövetséghez, erőhöz vagy állásponthoz való csatlakozást. A semleges állam köteles kinyilvánítani semlegességét, azonban a semlegességének megsértése ellen mindaddig nem léphet fel, amíg az nem a saját területén következik be. A semleges hatalom ilyen esetben fölléphet a jogsértővel szemben, azonban egyenlő módon minden hadviselő féllel szemben ugyanazokat a módokat kell alkalmaznia. A semlegességi jog megállapítja a békés államok
jogviszonyát a hadviselő államok irányában.
A semleges hatalmak területe és lakossága sérthetetlen. A háborúban sem közvetve, sem közvetlenül nem vehetnek részt a két hágai békeértekezleten (1899-ben, illetve 1907-ben) született nemzetközi egyezmények alapján. A semleges hatalmak valamely hadviselő féllel szemben kinyilváníthatják a rokonszenvüket, de hivatalos kormány nyilatkozatban nem szabad ennek kifejezésre jutni.
Az államok  semlegességüket az állapot beálltával a semlegességi jogaikat és kötelességeiket közhírré teszik.
Politikai értelemben semleges államnak vehetjük azon államokat, melyek egyetlen katonai, gazdasági vagy politikai szövetségnek sem tagjai, tehát két szövetség, ország közötti vitában egyiket sem támogatja és nem is kötelezi el magát a hadviselő vagy vitázó felek egyikéhez való csatlakozáshoz. Háború idején a semleges államok egyetlen hadviselő félhez sem csatlakoznak, azaz egyiket sem támogatják. A semleges államok jogait és kötelezettségeit az 1907. évi hágai egyezmények szabályozzák.
A nemzetközi jogban megkülönböztetik az ad hoc semlegességet és az állandó semlegességet. Magyarországon először az 1913. évi XLIII. törvénycikk iktatta be az ország törvényei közé, "az első két nemzetközi békeértekezleten megállapitott több egyezmény és nyilatkozat beczikkelyezése tárgyában" címmel az 1907. évi október 28-án Hágában született nemzetközi egyezményeket.
Napjainkban a semlegesség mintapéldája Svájc, mely sem az európai politikai szövetséghez (EU), sem az európai-amerikai katonai szövetséghez (NATO) nem csatlakozott.

## Semleges országok
Nemzetközi jogi értelemben semleges országok:
- Svájc
- Ausztria[3]

A következő országok semlegességét nem támasztja alá semmilyen nemzetközi jogi garancia.
- Írország